# لوكا بيتراسو
لوكا بيتراسو هو لاعب كرة قدم كندي في مركز الوسط، ولد في 16 يونيو 2000 في تورونتو في كندا. لعب مع نادي تورونتو.

## وصلات خارجية
- لوكا بيتراسو على موقع الدوري الأمريكي (الإنجليزية)
- لوكا بيتراسو على موقع قاعدة بيانات كرة القدم.إي يو (الإنجليزية)
- لوكا بيتراسو على موقع Soccerway.com (الإنجليزية)